# Emploi du trait d'union pour les préfixes en français
Le trait d'union peut servir pour unir un préfixe à un mot ou à un radical. Cet article énumère les règles applicables en orthographe traditionnelle de la langue française. Les modifications créées par les rectifications orthographiques du français en 1990 sont également mentionnées.

## Mots composés avec trait d'union
Ces adverbes prennent toujours un trait d'union, par exemple au-dessus :
- au-
- ci-
- là-
- par-

Ces mots prennent toujours un trait d'union après l'adverbe, et le préfixe reste invariable, par exemple l'après-guerre, des demi-mesures :
- après-
- arrière-
- avant-
- demi-
- mi-
- outre-
- sans-
- semi-
- sous-
- vice-

Attention : dans certains cas, une espace est possible mais le préfixe n'est alors plus un modificateur mais un adverbe ou un nom (qui s'accorde en nombre) et qui prend un autre sens : des sous, les semis, les vices, deux demis de bière, d'après moi, avant que, les arrières, une outre pleine.
Les préfixes formés par les gentilés nationaux, géographiques, ethnologiques ou linguistiques, lorsqu'ils sont juxtaposés à un autre gentilé, s'écrivent aussi normalement avec un trait d'union, par exemple franco-allemand, sino-japonais, nippo-coréen, afro-asiatique, indo-aryen, latino-américain, hispano-américain, nord-coréen, rhéno-mosellan.
Il n'y a pas de règle générale précisant lequel des gentilés devient un préfixe, sauf si un préfixe est malconnu (auquel cas on peut inverser les deux termes associés), ou un gentilé ne peut être formé avec l'un d'eux sans changer le sens (dans ce cas on le place en préfixe, comme dans nord-coréen) : dans nombre de cas c'est plutôt l'usage qui est déterminant (par exemple le gentilé français se place le plus souvent en préfixe d'un autre gentilé, car  le préfixe franco- est d'usage très courant pour la langue française et se place sans difficulté devant les autres gentilés nationaux). Mais on peut aussi bien dire franco-belge que belgo-français (le premier étant d'usage plus courant en France, le second étant plus courant en Belgique[réf. nécessaire]).
Certaines expressions consacrées formées d'un nom et d'un adjectif épithète sont devenues des locutions ayant leur sens propre et forment un mot composé. Elles s'écrivent avec un trait d'union, car on n'attache pas de tels adjectifs, par exemple : une belle-mère, un grand-père, le plein-emploi, la grand-rue, grand-veneur ; cette règle ne s'applique pas à certains mots composés très anciens mais d'usage courant, dont l'adjectif a perdu son sens initial et ne peut plus en être séparé sans introduire un contresens ou un changement phonétique significatif, comme dans : un gentilhomme.

## Mots à préfixe modificateur sans trait d'union

### Cas général
Il s'agit généralement de mots comportant un préfixe modificateur de sens ou d'étendue (souvent d'origine latine ou grecque), fréquemment utilisé pour les mots « savants ». Ils ne prennent pas de trait d'union après le préfixe modificateur, par exemple archiduc, superclasse, hypermétropie :
- ad / a
- alti
- anté*
- archi
- auto*
- bi
- bio
- contra
- cyber
- co
- dé
- di / dia
- duo
- dodéca
- électro
- en / em
- endo
- exo
- extra
- giga
- hepta
- hexa
- hyper
- hypo
- in / im
- infra
- inter
- intra
- méga
- méta
- micro*
- mini
- mono
- multi
- néo*
- nona
- omni
- octo / octa
- pan
- para*
- penta
- per
- péri
- pluri
- poly
- post
- pré
- prio
- pro
- proto
- quadri / quadra
- re / ré
- rétro
- sexa
- simili
- socio
- stéréo
- sub / suf
- super
- supra*
- sur
- sus
- télé
- tétra
- trans
- tri
- ultra

Nombre de ces préfixes ci-dessus subissent des mutations de leur consonne ou voyelle finale avec le mot qui les suit et auquel ils s'attachent.
Le trait d'union est conservé si le mot qui suit le préfixe est un nom propre (post-Renaissance, pro-Suisse), un sigle (pro-ONU), un nombre (pré-500e), un mot déjà composé (mini-sous-marin).
De plus, comme l'indique le Rapport du Conseil supérieur de la langue française publié au Journal officiel du 6 décembre 1990 : « on évitera les soudures mettant en présence deux lettres qui risqueraient de susciter des prononciations défectueuses ou des difficultés de lecture ». C'est le cas avec les paires de lettres suivantes :
- a-a : para-aortique
- a-i : ultra-irritant
- a-o : supra-optique
- a-u : extra-utérin
- é-y : anté-hypohyse
- o-i : auto-immune
- o-u : micro-ustensile
- r-h aspiré : super-héros, super-huit

Certains préfixes précisant l'étendue géographique sont génériques et suivent les règles normales de ces préfixes et s'attachent, éventuellement avec une mutation ou élision de la consonne ou voyelle finale, par exemple centroafricain (au centre de l'Afrique, ne pas confondre avec centrafricain, de la République centrafricaine), périlyonnais (de la périphérie de Lyon), intraparisien (de Paris intra muros), altiligérien (de la Haute-Loire), extrarennais (hors de Rennes).

### Les unités de mesure
Les unités de mesure ne prennent jamais de trait d'union, même lorsqu'il y a deux voyelles consécutives. Exemples : microampère, microohm, microlitre, mégahertz.
Les préfixes du Système international d'unités sont :
- atto
- centi
- déca
- déci
- exa
- femto
- giga
- hecto
- kilo
- méga
- micro
- milli
- nano
- péta
- pico
- quecto
- quetta
- ronna
- ronto
- téra
- yocto
- yotta
- zepto
- zetta

De la même manière, les préfixes binaires utilisés dans le domaine informatique (kibi, mébi, gibi, tébi, pébi, exbi, zébi, yobi…) ne sont pas suivis d'un trait d'union.

## Préfixes à exceptions

### Anti
La règle à retenir :
Si le mot suivant commence par la voyelle i, par un nom propre ou par un nom composé d'un trait d'union, on utilisera alors un trait d'union, comme anti-inflation, anti-Québec, anti-Angleterre, anti-sous-marin, anti-UV, ou anti-g.
Autrement, on n'utilisera pas de trait d'union, sans que cela modifie pour autant la prononciation du mot : par exemple, antisociale (/-s-/, pas /-z-/), antiesclavagiste, antioxydant...
Néanmoins, depuis les rectifications orthographiques de 1990, on peut coller anti et un mot commençant par i, comme antiinflammatoire.

### Auto
Sans trait d’union, sauf lorsque le deuxième mot commence par un i. Exemples : auto-immune, auto-induction…
Exception : le mot auto-stop conserve le trait d’union ; le premier mot n’est pas le préfixe auto ( « par soi-même ») mais le nom commun apocope d’automobile.

### Bi
Sans trait d'union.
Devant une voyelle, on ajoute un s : bisaïeul, bisannuel.

### Co
Le trait d'union est parfois présent, comme dans co-auteur, co-électeur, co-empereur, co-état, co-régent, co-souverain, co-spectateur, co-turne, etc.
Dans la formation de mots nouveaux, ce préfixe se soude au mot qui suit : coaccusé, coacquéreur, coauteur, codébiteur, codécision, coéditeur, coempereur, coentreprise, coépouse, coéquipier, coexistence, cogérer, coopération, coprésident, coresponsable, cosignataire (/-s-/, pas /-z-/).
Si ce mot commence par un i, celui-ci prend alors un tréma : coïnculpé, coïncidence, coïndiquer, coïndivisaire, coïntéressé.
Devant un u, on intercale la lettre n : conurbation, mais co-usufruitier.

### Contre
En orthographe traditionnelle, le trait d'union est nécessaire, par exemple : ‹ contre-vérité ›, ‹ contre-feu ›.
La soudure s’impose pour les mots composés avec cet adverbe avec les rectifications orthographiques de 1990, c’est-à-dire ‹ contrappel › au lieu de ‹ contre-appel ›. Lorsqu'il y a deux voyelles consécutives, la disparition du e est nécessaire. Exemples : ‹ contrallée ›, ‹ contrespionnage ›, ‹ contrexemple ›, ‹ contrordre ›… Pour certains mots, cependant, la soudure n'est pas toujours utilisée. Exemple : ‹ contre-ut ›.

### In, en, ex
Au sens où ex signifie une instance précédente ou ancienne, le préfixe ex s'écrit toujours avec un trait d'union, par exemple  ex-président, ex-république.
S'il s'agit de l'adverbe ex ou in d'une locution latine, on n'attache l'adverbe avec un trait d'union que si la locution forme un nom composé, un verbe ou un adjectif (qui s'accorde alors en nombre et/ou en genre) et non une locution adverbiale dont les deux mots restent détachés et invariables (ou accordés suivant la règle latine propre à la locution elle-même).
Exemples :
sortis ex nihilo, nés in utéro
mais un ex-libris (ou exlibris), deux ex-æquos, un ex-voto.
Il est aussi possible de supprimer le trait d'union avec la nouvelle orthographe quand ce n'est pas une locution adverbiale, le premier adverbe devenant un préfixe simple : deux exæquos, un exvoto.
Au sens où ex (ou en, in) détermine le sens de la sortie (ou l'entrée) d'un contenant, le préfixe s'écrit attaché, sans trait d'union, avec possible mutation de la consonne finale du préfixe, par exemple exfiltrer, inoculer, imbiber, ensemencer.
Quand en est utilisé dans un nom composé par la substantivation d'une locution adverbiale, on l'écrit avec un trait d'union, le mot composé s'accorde, mais pas l'adverbe préfixe, par exemple  un en-avant, des en-avants. Si le second mot commence par une consonne, il est aussi possible d'écrire le mot composé sans trait d'union : un en-cas ou un encas.

### Micro, macro
- En général, on n'utilise pas de trait d'union, par exemple microfilm, microvolt, microfiche, macrophotographie.

- Exception : si le mot suivant commence par une voyelle, avec laquelle la fin du préfixe pourrait former un digraphe prononcé comme un seul son voyelle ou comme une semi-voyelle, alors on utilise le trait d'union.

Exemples : micro-ordinateur, micro-organisme, macro-élément.
Il est aussi possible, en nouvelle orthographe, d'écrire microordinateur, microorganisme, macroélément.
- Toutefois, le Bescherelle et le Code de rédaction interinstitutionnel[6] recommandent tous deux d'utiliser le trait d'union dans les cas où le préfixe est suivi d'une lettre i ou o, ce qui pousserait, en dépit de la nouvelle orthographe[Quoi ?], à écrire macroélément.

- Particularité : on ne met pas de trait d'union quand micro- est le préfixe diviseur d'une unité de mesure normalisée (même si elle commence par une voyelle), par exemple microampère.

En aucun cas on n'utilise l'espace, car le préfixe modificateur n'est pas un adverbe.

### Néo
Le préfixe ‹ néo- › conserve le trait d'union lorsqu'il accompagne un gentilé (les Néo-Zélandais, une technique néo-calédonienne) ou lorsqu'il accompagne un mot (nom ou adjectif) dérivé d'un mouvement culturel ou politique (le style néo-classique, un quotidien néo-libéral, un argument néo-colonial, une théorie néo-darwinienne…).
Autrement, on ne met pas de trait d'union. Par exemple néographie, néoplastie, néologisme, néophyte, néobanque…

### Pseudo
On utilise le trait d'union lorsque le préfixe ‹ pseudo- › est utilisé pour signifier qui passe pour, avec une notion de fausseté. Exemples : ‹ pseudo-comité ›, ‹ pseudo-littéraire ›, ‹ pseudo-philosophe ›, ‹ pseudo-religion ›, ‹ pseudo-science ›.
Comme pour le préfixe ‹ néo- ›, on conserve le trait d'union lorsqu'il accompagne un gentilé (un ‹ pseudo-américain ›) ou lorsqu'il accompagne un nom propre, ou mot (nom ou adjectif) dérivé d'un mouvement culturel ou politique (un pseudo-Voltaire, un château pseudo-Renaissance, une décision pseudo-libérale…).
On attache sans trait d'union lorsque  le préfixe ‹ pseudo- › est utilisé pour signifier semblable, avec une notion de similitude. Exemples : ‹ pseudosphère ›, ‹ pseudovecteur ›, ‹ pseudonyme ›, ‹ pseudoparasite ›.

### Adverbes non, hors, très et quasi
Si le mot formé est un substantif, alors on utilise le trait d'union après l'adverbe, par exemple le non-paiement, une quasi-certitude, le Très-Haut, le non-devenir, une fin de non-recevoir.
Si le mot suivant est un nom ou un verbe substantivé (à l'infinitif), alors on utilise le trait d'union après l'adverbe, par exemple hors-gel.
Autrement, si le mot suivant est un adjectif, alors on n'utilise pas de trait d'union après l'adverbe, par exemple une facture non payée, quasi certain, un arbre très haut. Mais on écrit nonpareil.
Concernant l'adverbe non, plus on considère telle ou telle construction de type non + adjectif ou participe passé comme lexicalisée, c’est-à-dire comme un véritable mot composé, et plus on a tendance à l’écrire avec un trait d’union. Les dictionnaires usuels, qu’il est recommandé de consulter, consignent généralement les formes lexicalisées. Si une construction non + adjectif ou participe passé n’est pas attestée dans les dictionnaires, on suit la règle générale.
Exemple : des manifestations non-violentes.

### Pré et post
- Pré n'admet pas de trait d'union. Par exemple, précompte et prévisualiser. Cependant, lorsque le second élément commence par une voyelle, le trait d'union est parfois utilisé : pré-étiqueté (mais préétablir).

Exception : lorsque le mot pré vient du nom prairie : Le mouton de pré-salé (elliptiquement pré-salé) est un mouton engraissé dans des pâturages voisins de la mer. Par extension la viande de cet animal : gigot de pré-salé, des prés-salés.
- Post n'admet pas de trait d'union (postcombustion), sauf si le second élément commence par t (post-traumatique), ou les mots latins : post-scriptum (sauf en nouvelle orthographe où ils s'écrivent respectivement posttraumatique et postscriptum), etc.